# Wespenbastvlieg
De wespenbastvlieg (Xylomya maculata) is een vliegensoort uit de familie van de Xylomyidae. De wetenschappelijke naam van de soort is voor het eerst geldig gepubliceerd in 1804 door Johann Wilhelm Meigen.